# Esquí de fons als Jocs Olímpics d'hivern de 2006 - relleus 4x10 quilòmetres masculins
Als Jocs Olímpics d'Hivern de 2006 celebrats a la ciutat de Torí (Itàlia) es disputà una prova de relleus 4x10 quilòmetres d'esquí de fons en categoria masculina, que unida a la resta de proves conformà el programa oficial dels Jocs.
Aquesta prova es disputà el 19 de febrer de 2006 a les instal·lacions esportives de Pragelato. Hi participaren un total de 64 esquiadores de 16 comitès nacionals diferents.
Cada esquiadora de cada equip realitzà un recorregut de 10 quilòmetres, els dos primers en estil clàssic i els dos últims en estil lliure.

## Resum de medalles
| Or                                                                               | Argent                                                                        | Bronze                                                                     |
| ItàliaFulvio Valbusa · Giorgio Di Centa · Pietro Piller Cottrer · Cristian Zorzi | AlemanyaAndreas Schlütter · Jens Filbrich · René Sommerfeldt · Tobias Angerer | SuèciaMats Larsson · Johan Olsson · Anders Södergren · Mathias Fredriksson |

## Resultats
| Posició | CON                                                                                    | Temps         |
| ------- | -------------------------------------------------------------------------------------- | ------------- |
| 1       | Itàlia Fulvio Valbusa · Giorgio Di Centa · Pietro Piller Cottrer · Cristian Zorzi      | 1:43:45.7     |
| 2       | Alemanya Andreas Schlütter · Jens Filbrich · René Sommerfeldt · Tobias Angerer         | 1:44:01.4     |
| 3       | Suècia Mats Larsson · Johan Olsson · Anders Södergren · Mathias Fredriksson            | 1:44:01.7     |
| 4       | França Christophe Perrillat · Alexandre Rousselet · Emmanuel Jonnier · Vincent Vittoz  | 1:44:22.8     |
| 5       | Noruega Jens Arne Svartedal · Odd-Bjørn Hjelmeset · Frode Estil · Tore Ruud Hofstad    | 1:44:56.3     |
| 6       | Rússia Sergei Novikov · Vassili Rotchev · Ivan Alypov · Yevgeny Dementyev              | 1:45:09.9     |
| 7       | Suïssa Reto Burgermeister · Christian Stebler · Toni Livers · Remo Fischer             | 1:45:10.9     |
| 8       | Estònia Aivar Rehemaa · Andrus Veerpalu · Jaak Mae · Kaspar Kokk                       | 1:45:23.8     |
| 9       | Txèquia Martin Koukal · Lukáš Bauer · Jiří Magál · Dušan Kožíšek                       | 1:46:03.3     |
| 10      | Finlàndia Sami Jauhojärvi · Tero Similae · Olli Ohtonen · Teemu Kattilakoski           | 1:46:36.1     |
| 11      | Canadà Devon Kershaw · Sean Crooks · Chris Jeffries · George Grey                      | 1:48:15.9     |
| 12      | Estats Units Kris Freeman · Lars Flora · Andrew Johnson · Carl Swenson                 | 1:48:44.2     |
| 13      | Kazakhstan Andrey Golovko · Dmitrij Eremenko · Maxim Odnodvortsev · Yevgeniy Koschevoy | 1:49:03.6     |
| 14      | Ucraïna Roman Leybyuk · Vladimir Olschanski · Olexandr Putsko · Mikhail Gumenyak       | 1:50:01.9     |
| 15      | R.P. de la Xina Xia Wan · Li Geilang · Zhang Chengye · Zhang Qing                      | 1:50:40.5     |
| —       | Àustria Martin Tauber · Juergen Pinter · Roland Diethart · Johannes Eder               | desqualificat |